# Marcus Sandell
Marcus Sandell, född 23 september 1987 i Esbo i Finland, är en finlandssvensk alpin skidåkare. Han gjorde sin första världscupstart november 2006 och har sedan dess tävlat regelbundet i världscupen. Hans bästa resultat i världscupsammanhang är en fjärdeplats från storslalomtävlingen i Garmisch-Partenkirchen i februari 2012. Han deltog i Olympiska vinterspelen 2010.
Hans främsta placeringar har kommit i storslalom men han tävlar också i slalom och super-G.